# Linopteridius fuscipleuris
Linopteridius fuscipleuris là một loài bọ cánh cứng trong họ Cerambycidae.